# Tadeusz Pietrzykowski
Tadeusz Dionizy Pietrzykowski ps. „Teddy” (ur. 8 kwietnia 1917 w Warszawie, zm. 17 kwietnia 1991 w Bielsku-Białej) – polski pięściarz, trener, nauczyciel wychowania fizycznego, żołnierz Wojska Polskiego, jeden z pierwszych więźniów niemieckiego obozu koncentracyjnego Auschwitz (nr obozowy 77). Po wojnie świadek w procesie Rudolfa Hößa.

## Życiorys
Wychował się w rodzinie inteligenckiej. Matka Sylwina Aleksandra Bieńkowska po ukończeniu Seminarium Nauczycielskiego hrabianki Cecylii Plater-Zyberkówny uczyła w jednej ze szkół podstawowych w Warszawie. Jego ojciec, również Tadeusz, po skończeniu wydziału Budowy Dróg i Mostów na Politechnice Warszawskiej pracował jako projektant i inspektor nadzoru rozbudowy warszawskiego węzła kolejowego.
Mając 6 lat „Teddy” rozpoczął naukę w Państwowym Gimnazjum im. Stanisława Staszica w Warszawie, a następnie wstąpił do 16 Warszawskiej Drużyny Harcerskiej im. Zawiszy Czarnego. Żeby poprawić warunki materialne rodziny po śmierci ojca, wynajmował się do różnych prac domowych, udzielał korepetycji, uczył jazdy na łyżwach, a dzięki zdolnościom rysunkowym wykonywał rysunki dla studentów Akademii Sztuk Pięknych i studentów architektury. W 1939 uzyskał świadectwo maturalne w trybie eksternistycznym.

## Kariera bokserska
Karierę bokserską rozpoczął jako gimnazjalista. Od 1934 trenował między innymi pod okiem słynnego Feliksa Stamma w warszawskiej Legii. W zorganizowanym 25 lutego 1934 trójmeczu bokserskim przegrał z Szapsą Rotholcem. W marcu 1935 roku został wicemistrzem Warszawy pokonując m.in. Antoniego Czortka i ulegając w finale Rosenblumowi. 16 marca 1935 wziął udział w międzynarodowym turnieju bokserskim w Poznaniu wygrywając go. 14 kwietnia wziął udział w meczu Warszawa-Łódź, gdzie przegrał ze Spodenkiewiczem. W sezonie 1936 przyczynił się do awansu Legii Warszawa z klasy B do klasy A. 2 marca 1936 w meczu przeciwko Wawelowi wygrał walkę ze Szczurkiem. W tym samym roku został wicemistrzem Warszawy z powodu kontuzji Antoniego Czortka. 15 marca w Bydgoszczy brał udział w zwycięskim 9-7 meczu przeciwko Astorii Bydgoszcz. We wrześniu tego samego roku w meczu Polonia Warta zremisował pojedynek z zawodnikiem o nazwisku Koziołek.

### II wojna światowa
Po wybuchu II wojny światowej uczestniczył w obronie Warszawy jako podchorąży Centrum Wyszkolenia Kawalerii. Od 8 września walczył w 1. Baterii Obrony Warszawy porucznika Janusza Łonickiego. Po kapitulacji próbował na wiosnę 1940 przedostać się do Francji i wstąpić do formowanego tam wojska polskiego. Aresztowany przez żandarmerię węgierską w pobliżu granicy węgiersko-jugosłowiańskiej został przekazany Niemcom. Przetrzymywany i torturowany był kolejno w więzieniach w Muszynie, Nowym Sączu oraz Tarnowie, skąd 14 czerwca 1940 trafił z pierwszym transportem więźniów obozu koncentracyjnego Auschwitz.
Do historii przeszedł jako pięściarz toczący pojedynki w obozach koncentracyjnych (Auschwitz-Birkenau, Neuengamme, Bergen-Belsen). Pierwszą walkę w KL Auschwitz stoczył w marcu 1941, wygrywając z niemieckim kapo Walterem Düningiem. W KL Auschwitz Teddy stoczył według różnych szacunków od 40 do 60 walk i przegrał tylko raz z holenderskim mistrzem w wadze średniej Leenem Sandersem. W obozie Tadeusz Pietrzykowski utrzymywał bliski kontakt z rotmistrzem Witoldem Pileckim i został członkiem założonego przez niego Związku Organizacji Wojskowej. Kilkakrotnie spotkał się z ojcem Maksymilianem Kolbe, który zwrócił mu uwagę na potrzebę hamowania emocji i agresji mimo otaczającego zła. W 1943 Tadeusz Pietrzykowski został przeniesiony do obozu koncentracyjnego w Neuengamme. W dniu wyjazdu z KL Auschwitz Düning wręczył mu dwie pary bokserskich rękawic jako wyraz szacunku. W Neuengamme stoczył około 20 walk bokserskich, między innymi z niemieckim bokserem Karlem Hottenbacherem. Wyzwolenia przez żołnierzy brytyjskich doczekał 15 kwietnia 1945 w obozie Bergen-Belsen. Wstąpił do 1 Dywizji Pancernej gen. Stanisława Maczka, gdzie zajmował się prowadzeniem ćwiczeń sportowych dla żołnierzy, kontynuował też występy na ringu, w 1946 został mistrzem dywizji w swojej kategorii wagowej.

### Lata powojenne
W 1946 powrócił do kraju. Z powodu trwałej utraty zdrowia w obozach koncentracyjnych nie osiągnął już przedwojennego poziomu w pięściarstwie. W 1947 roku był jednym ze świadków w procesie Rudolfa Hößa. 1 marca 1951 został nauczycielem w Technikum Przemysłu Poligraficznego oraz w szkole nr 68 w Warszawie. W 1955 został nauczycielem Wychowania Fizycznego w Liceum w Aninie. Uczył także przedmiotu w Hufcu ZHP Wawer. W 1958 wyjechał z Warszawy do Nowego Targu. W latach 1958–1962 był trenerem w klubie KS Gorce. W 1962 przeprowadził się do Bielska-Białej. Pracował tam w Miejskim Komitecie Kultury Fizycznej i Turystyki. Zmarł nagle 17 kwietnia 1991. Został pochowany 22 kwietnia 1991 na cmentarzu parafialnym Opatrzności Bożej w Bielsku-Białej.

## Nawiązania w kulturze
Był pierwowzorem bohatera noweli Bokser i śmierć Józefa Hena, na podstawie której słowacki reżyser Peter Solan zrealizował w 1962 film fabularny o tym samym tytule. Historia Tadeusza Pietrzykowskiego zostanie przedstawiona w powstającym filmie dokumentalnym o polskim boksie Ring Wolny.
W 2020 Maciej Barczewski wyreżyserował film fabularny Mistrz o obozowych losach Pietrzykowskiego, którego rolę odtwarza Piotr Głowacki. W pozostałych rolach wystąpili m.in. Grzegorz Małecki, Marcin Bosak, Marian Dziędziel, Piotr Witkowski, Rafał Zawierucha, Marcin Czarnik i Jan Szydłowski. Premiera filmu odbyła się 27 sierpnia 2021.
W maju 2021 w MIIWŚ w Gdańsku miała miejsce wystawa malarstwa Tadeusza Pietrzykowskiego, który całe życie malował.
W 2021 łódzki raper Basti wydał album pt. Osobisty Zbiór Wartości, na której pojawił się utwór pt. Teddy poświęcony Tadeuszowi Pietrzykowskiemu. Do utworu powstał też animowany wideoklip autorstwa Adama Kawałka.